# Natalia Gordienko
Natalia Gordienko (in ucraino Наталя Гордієнко?, Natalja Hordijenko; Chișinău, 11 dicembre 1987) è una cantante e ballerina moldava con origini ucraine.
Ha partecipato all'Eurovision Song Contest 2006 come rappresentante della Moldavia insieme ad Arsenium e Connect-R, presentando il brano Loca. Avrebbe dovuto rappresentare nuovamente il suo paese all'edizione del 2020 con il brano Prison, evento poi cancellato a causa della pandemia di COVID-19, ma è stata successivamente riconfermata per l'edizione del 2021, dove ha cantato Sugar.

## Biografia
Nata a Chișinău, ha iniziato a cantare nel coro scolastico, studiare pianoforte alla scuola di musica e danzare nell'ensemble di danza della sua scuola per dieci anni. All'età di 15 anni, ha iniziato a partecipare a molti concorsi musicali.
Nel 2005 è entrata a far parte dei Millennium, diventando la voce principale del gruppo. Nello stesso anno il gruppo ha partecipato alla selezione del festival musicale di Calea Victoriei, classificandosi terzo e al festival del Cervo d'oro in Romania.
Nel 2006 ha vinto, insieme a Arsenium e Connect-R, la seconda edizione del O melodie pentru Europa, selezione nazionale per l'Eurovision Song Contest con il brano Loca. Durante la serata finale della manifestazione ad Atene, la formazione si è classificata ventesima con 22 punti.
Nel 2008 le è stata conferita l'onorificenza di "Artista Emerita" della Moldavia.
Nel 2009 ha vinto lo show per disc jockey DJ Star, mentre negli anni successivi ha pubblicato gli album Time e Canuna de flori.
Nel 2020 ha nuovamente partecipato a O melodie pentru Europa con il brano Prison. Nella serata finale del programma è stata proclamata vincitrice, diventando ufficialmente la rappresentante eurovisiva moldava. Tuttavia, il 18 marzo 2020 l'evento è stato cancellato a causa della pandemia di COVID-19. Dopo alcune dichiarazioni fatte dalla stessa artista nel luglio del 2020, a gennaio 2021 l'emittente nazionale TRM ha confermato di aver selezionato l'artista internamente per rappresentare la nazione nell'edizione del 2021, dove ha proposto l'inedito Sugar. Nel maggio 2021, dopo essersi qualificata dalla seconda semifinale, Natalia Gordienko si è esibita nella finale eurovisiva a Rotterdam, dove si è piazzata al 13º posto su 26 partecipanti con 115 punti totalizzati.

## Discografia

### Album in studio
- 2011 – Time
- 2012 – Canuna de flori

### Singoli
- 2006 – Loca (con Arsenium e Connect-R)
- 2015 – Summertime
- 2016 – Habibi (feat. Mohombi)
- 2016 – Blizko (feat. Irakli)
- 2017 – Pyanaya
- 2017 – Cheia
- 2018 – Dus cu apa rece
- 2018 – Arividerči
- 2020 – Prison
- 2020 – În ochii tăi
- 2021 – Sugar
- 2021 – Tuz bubi
- 2021 – High Heels
- 2022 – Ja sčastlivaja
- 2022 – Ljubimij
- 2023 – Na sinich ozërach
- 2024 – Razgovory